# Manuel Hornibrook

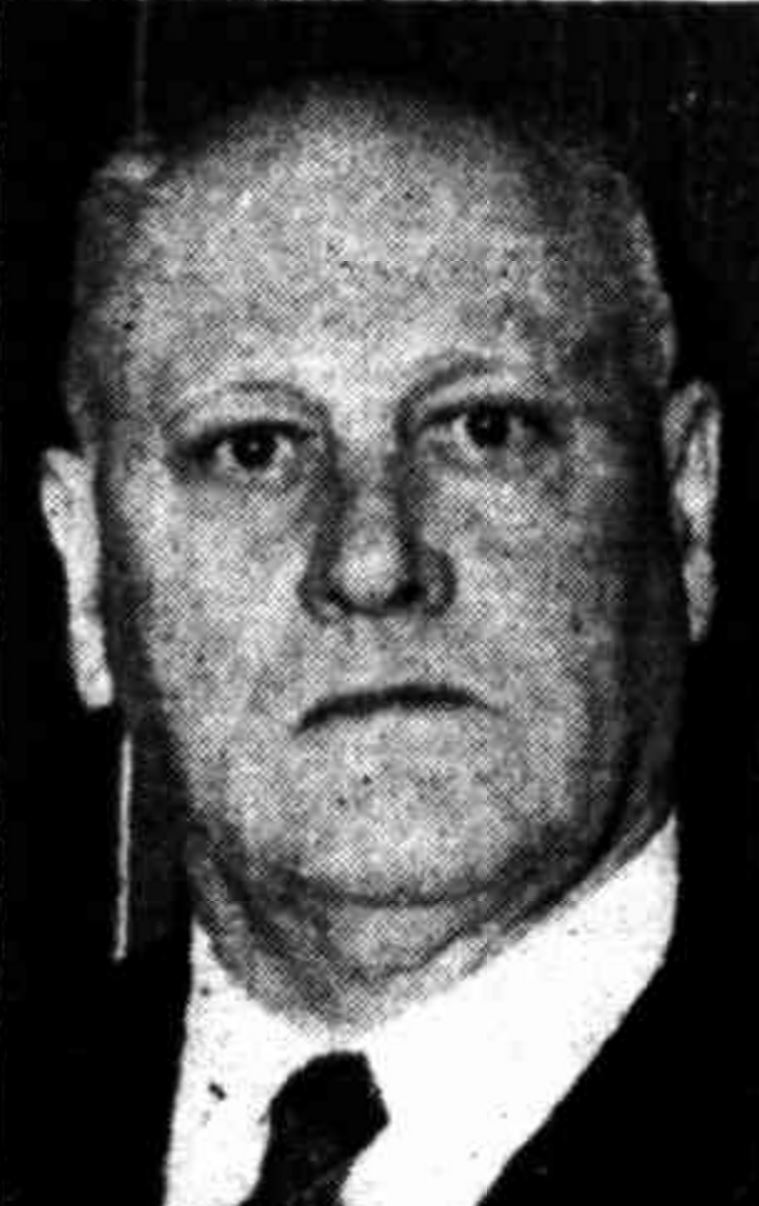
Manuel Hornibrook, 1954

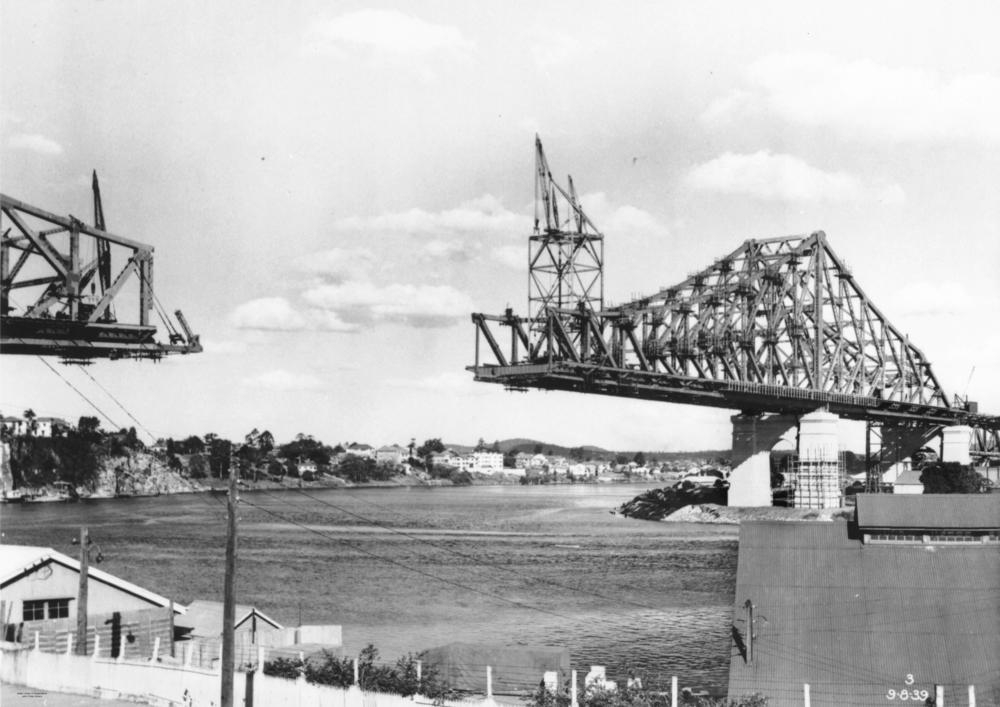
Bau der Story Bridge, 1939

Sir Manuel Richard Hornibrook (* 7. August 1893 in Ennogera, Brisbane, Queensland, Australien; † 30. Mai 1970 in Brisbane) war ein australischer Bauunternehmer und Bauingenieur. Die von ihm gegründete Firma M R Hornibrook Pty Ltd entwickelte sich zu einem der größten australischen Bauunternehmen, mit dem er vor allem Brücken in Queensland, New South Wales, Victoria, South Australia und Papua-Neuguinea baute, so z. B. die Story Bridge, aber auch das komplizierte Dach des Sydney Opera House ausführte.

## Leben
Manuel Richard Hornibrook war das zweite von sieben Kindern der irischen Einwanderer John und Catherine Hornibrook. Sein Vater starb an Typhus, als Manuel zehn Jahre alt war. Mit dreizehn wurde er Lehrling in einer Baufirma. Mit neunzehn eröffnete er in Brisbane seine eigene Baufirma, in die im folgenden Jahr auch sein Bruder Reg eintrat. Wenige Jahre später folgten vier weitere Brüder. 1915 heiratete er Daphne Winifred Brunckhorst.
Sein Unternehmen führte anfangs Drainage- und Kanalisationssysteme für Gemeinden im Umkreis von Brisbane aus. 1922 eröffnete er den Tagebau in der Blair Athol Coal Mine und baute verschiedene Wasserversorgungsanlagen. 1926 gründete er die M. R. Hornibrook Ltd., mit der er im Industrie- und Gewerbebau im östlichen Australien tätig war und 1947 nach Papua-Neuguinea expandierte. Bekannt wurde er vor allem durch seine Brücken. 1925 baute er Queenslands erste Stahlbetonbrücke. Während der Weltwirtschaftskrise errichtete er den privat finanzierten Hornibrook Highway, die damals längste Straßenbrücke Australiens. Unter seinen über hundert weiteren Brücken ist die Story Bridge eine der bekannteren. Unter den vielen sonstigen Bauten wurde das überaus komplizierte Dach des Sydney Opera House weltbekannt. 1955 wurde seine Gesellschaft an der Börse notiert. Nach der Übernahme 1964 von Teilen seiner Firmengruppe durch einen britischen Konzern zog er sich zwei Jahre später aus dem Aufsichtsrat zurück, blieb aber in einigen Tochtergesellschaften aktiv.
Während seines Geschäftslebens war er in den einschlägigen Berufsverbänden aktiv, oft auch als deren Präsident. 1957 wurde er als Officer des Order of the British Empire ausgezeichnet und 1960 als Knight Bachelor geadelt.